# Dianthus sahandicus
Dianthus sahandicus är en nejlikväxtart som beskrevs av Mostafa Assadi. Dianthus sahandicus ingår i släktet nejlikor, och familjen nejlikväxter. Inga underarter finns listade i Catalogue of Life.